# Гергель Ольга Дмитрівна
О́льга Дми́трівна Ге́ргель (*27 лютого 1946, Новофедорівка (Новосанжарський район) — поетеса.
Народилася 27 лютого 1946 р. в с. Новофедорівка Новосанжарського району Полтавської області.
Закінчила факультет журналістики Львівського університету ім. І. Франка. Працює в Відкритому Міжнародному університеті розвитку людини «Україна».
Авторка книжок: «Жнивень», «Двох вічностей на перехресті».